# Trogoderma melanarium
Trogoderma melanarium là một loài bọ cánh cứng trong họ Dermestidae. Loài này được Sturm miêu tả khoa học năm 1843.